# Igrzyska Panamerykańskie 1983
IX Igrzyska Panamerykańskie odbyły się w dniach 14–29 sierpnia 1983 r. w stolicy Wenezueli, Caracas.  W zawodach udział wzięło 3426 sportowców z 36 państw. Sportowcy rywalizowali w 269 konkurencjach w 22 sportach. Najwięcej medali zdobyli reprezentanci USA – 285. 

## Państwa uczestniczące w igrzyskach
| - Argentyna - Antigua i Barbuda - Antyle Holenderskie - Bahamy - Barbados - Belize - Bermudy - Boliwia - Brazylia - Brytyjskie Wyspy Dziewicze - Chile - Dominikana | - Ekwador - Gujana - Gwatemala - Haiti - Honduras - Jamajka - Kajmany - Kanada - Kolumbia - Kostaryka - Kuba - Meksyk | - Nikaragua - Panama - Paragwaj - Peru - Portoryko - Salwador - Stany Zjednoczone - Surinam - Trynidad i Tobago - Urugwaj - Wenezuela - Wyspy Dziewicze Stanów Zjednoczonych |

## Dyscypliny i rezultaty
| - Baseball (szczegóły) - Boks (szczegóły) - Gimnastyka (szczegóły) - Hokej na trawie (szczegóły) - Jeździectwo (szczegóły) - Judo (szczegóły) - Kolarstwo (szczegóły) - Koszykówka (szczegóły) - Lekkoatletyka (szczegóły) - Łucznictwo (szczegóły) - Piłka nożna (szczegóły) - Piłka siatkowa (szczegóły) | - Piłka wodna (szczegóły) - Pływanie (szczegóły) - Pływanie synchroniczne (szczegóły) - Podnoszenie ciężarów (szczegóły) - Sambo (szczegóły) - Skoki do wody (szczegóły) - Softball (szczegóły) - Strzelectwo (szczegóły) - Szermierka (szczegóły) - Tenis ziemny (szczegóły) - Tenis stołowy (szczegóły) - Wioślarstwo (szczegóły) - Zapasy (szczegóły) |

## Tabela medalowa
| Miejsce | Kraj              | Złoto | Srebro | Brąz | Razem |
| 1       | Stany Zjednoczone | 137   | 92     | 56   | 285   |
| 2       | Kuba              | 79    | 53     | 43   | 175   |
| 3       | Kanada            | 18    | 44     | 47   | 109   |
| 4       | Brazylia          | 14    | 20     | 23   | 57    |
| 5       | Wenezuela         | 12    | 26     | 35   | 73    |
| 6       | Meksyk            | 7     | 11     | 24   | 42    |
| 7       | Argentyna         | 2     | 11     | 22   | 35    |
| 8       | Portoryko         | 2     | 7      | 6    | 15    |
| 9       | Kolumbia          | 3     | 4      | 6    | 21    |
| 10      | Chile             | 1     | 3      | 9    | 13    |
| 11      | Peru              | 1     | 1      | 6    | 8     |
| 12      | Urugwaj           | 1     | 0      | 2    | 3     |
| 13      | Ekwador           | 1     | 0      | 0    | 1     |
| 14      | Dominikana        | 0     | 7      | 7    | 14    |
| 15      | Trynidad i Tobago | 0     | 1      | 2    | 3     |
| 16      | Bahamy            | 0     | 1      | 0    | 1     |
| 16      | Gwatemala         | 0     | 1      | 0    | 1     |
| 18      | Jamajka           | 0     | 0      | 6    | 6     |
| 19      | Belize            | 0     | 0      | 1    | 1     |
| 19      | Panama            | 0     | 0      | 1    | 1     |